# ФСБ взрывает Россию
«ФСБ взрыва́ет Росси́ю: Федера́льная слу́жба безопа́сности — организа́тор террористи́ческих а́ктов, похище́ний и уби́йств» — книга Александра Литвиненко и Юрия Фельштинского, посвящённая, по мнению  ряда других историков, а также правозащитников и журналистов, конспирологической альтернативной версии о серии террористических актов в России осенью 1999 года. По мнению авторов книги, взрывы жилых домов организовала ФСБ России, чтобы оправдать Вторую чеченскую войну и привести к власти Владимира Путина; взрывы были выгодны властям и, наоборот, невыгодны боевикам. В книге также содержатся утверждения о связях ФСБ и преступных группировок.
Книга издана на русском, английском, испанском, латышском языках. На основе книги был снят документальный фильм «Покушение на Россию» (2002).
В 2015 году в России в судебном порядке книга была признана экстремистской и включена в Федеральный список экстремистских материалов.
С событиями, по которым написана книга, «Новая газета» сравнивает теракт в «Крокус Сити Холле», в числе прочих авторов упоминая документальный фильм, снятый Алексеем Пивоваровым на YouTube-канале «Редакция».

## Появление книги и фильма
После открытия в 1999 году ряда уголовных дел на Бориса Березовского, Березовский покинул Россию и стал выступать открытым политическим оппонентом В. В. Путина. В начале 2002 года на деньги Березовского в США была опубликована книга «ФСБ взрывает Россию», а также был выпущен фильм «Покушение на Россию» по её мотивам. Авторами фильма и книги были ближайшие сподвижники Березовского, например, Александр Литвиненко был его помощником, а Фельштинский с конца 1990-х годов входил в круг его друзей. По словам Юрия Фельштинского, «он [Березовский] финансирует все мои проекты, всю мою профессиональную деятельность», «без него бы не было ни книги, ни фильма».
По словам историка Юрия Фельштинского, он начал изучать сентябрьские взрывы, изначально не имея концепции «а не ФСБ ли взрывало дома», однако по мере изучения пришёл именно к такому выводу. Книга была закончена в 2001 году. Первоначально несколько глав из книги были опубликованы в специальном выпуске «Новой газеты» 27 августа 2001 года. В январе 2002 года книга была издана на английском и русском языках. По словам Фельштинского, Борис Березовский способствовал популяризации книги, на которую до этого «никто не обращал внимания».
В 2007 году, уже после убийства Литвиненко, вышло второе издание книги, с дополнительными документами.

## Содержание книги
В книге утверждается, что взрывы жилых домов осуществила ФСБ РФ, чтобы оправдать вторжение в Чечню и начало Второй чеченской войны. Кроме этого, в книге содержатся утверждения о связях ФСБ РФ и преступных группировок.
Позже по материалам книги и о её авторах было снято несколько документальных фильмов с названиями «ФСБ взрывает Россию», «Покушение на Россию», «Памяти убитого Литвиненко», доступных в интернете как для скачивания, так и на видеосервисах.

## Арест партии книг
29 декабря 2003 года автомобиль, перевозивший партию книг, был остановлен сотрудниками ГИБДД в рамках операции «Вихрь-антитеррор», 4376 экземпляров книги были конфискованы.
28 января 2004 года главный редактор агентства «Прима», занимавшегося распространением книги, Александр Подрабинек был вызван на допрос в ФСБ. В ходе допроса выяснилось, что в июне 2003 года было возбуждено уголовное дело по факту разглашения государственной тайны в книгах «ФСБ взрывает Россию» и «Лубянская преступная группировка», и книги, арестованные в декабре, были изъяты в рамках этого расследования в качестве вещественного доказательства. По словам Подрабинека, следователь А. Сойма, проводивший допрос, заявил, что в отношении указанных книг существует экспертное заключение, являющееся достаточным основанием для изъятия их из оборота.
В ответ на конфискацию книг ФСБ Литвиненко и Фельштинский от имени Фонда гражданских свобод заявили о том, что отныне любой желающий может публиковать книги «ФСБ взрывает Россию» и «Лубянская преступная группировка» свободно, не опасаясь нарушить авторские права.
В 2009 году из ответа ФСБ на запрос Л. А. Пономарёва стало известно, что изъятая партия книг была уничтожена после того, как уголовное дело было прекращено в 2007 году «в связи со смертью обвиняемого Литвиненко А. В.».

## Признание книги экстремистским материалом
12 января 2015 года Хорольский районный суд Приморского края признал экстремистским материалом книгу «ФСБ взрывает Россию», размещённую в сетевой библиотеке «Альдебаран». Запись об этом решении 12 мая 2015 года появилась в федеральном списке экстремистских материалов. По мнению информационно-аналитического центра «Сова», решение о признании книги экстремистской является неправомерным, поскольку в ней не усматриваются признаки экстремистской деятельности, сформулированные в ФЗ № 114 «О противодействии экстремистской деятельности».
В ноябре 2020 года «Новая газета» удалила с сайта выдержки из книги по требованию Генеральной прокуратуры Российской Федерации.

## Оценки содержания книги

### Положительные
Олег Гордиевский, советский разведчик-перебежчик в своей статье в газете The Times:

«ФСБ взрывает Россию» посвящено одному явлению — как служба безопасности огромного государства стала преступной организацией мафиозного типа, направленной против населения своей страны. […] Чтобы узнать, кто хотел убить Александра Литвиненко, достаточно прочитать его книгу «ФСБ взрывает Россию».
Историк Роберт Сервис в газете «Sunday Times»:

Это убийство Литвиненко за то, что книга появилась в обновлённом издании … как яркое осуждение путинского режима, которое ещё не было написано.

### Отрицательные
Павел Евдокимов, историк и главный редактор газеты «Спецназ России»:

Самый поверхностный анализ этого «бестселлера» не оставляет никаких сомнений в его происхождении. Под видом секретной информации, добытой в недрах ФСБ, читателю предлагается компиляция статей, надёрганных из интернета. <…> Рассказывается, как из ветеранов «Вымпела» (элитный спецназ КГБ-ФСБ) была создана боевая группа, занимавшаяся заказными убийствами. Заголовок так и гласит: «Под эгидой „Вымпела“». Один из наёмных убийц — Кирилл Борисов, чей послужной список был закрыт сотрудниками милиции и спецслужб. Но вот беда, к подразделению «Вымпел» он никогда не принадлежал (и не мог принадлежать по определению). Срочную службу будущий киллер проходил в отряде «Витязь», относящемся к структуре МВД. Но «краповый берет» ему пришёлся не по душе, и очень скоро молодой человек распрощался со спецназом и занялся другим делом, извлекая меновую стоимость из цены человеческой жизни. О его принадлежности к «Вымпелу» тогда ошибочно сообщили одна-две российские газеты. К сожалению, отдельные журналисты, специализирующиеся на темах безопасности, часто не могут отличить «Вымпел» от «Витязя». Бывает, конечно. Но чтобы такой «высокий профессионал», каким нам преподносят Литвиненко, мог допустить столь непростительную оплошность, в это верится с трудом. Возможны три варианта: или профессионал этот вовсе не профессионал, или он сознательно вводит читателей в заблуждение, или же люди, которые подбирали материалы для книги, допустили элементарную небрежность.
Сергей Ковалёв, советский диссидент, президент организации «Институт прав человека» в интервью радиостанции «Эхо Москвы»:

Фельштинский, Литвиненко утверждают: «ФСБ взрывает Россию». Мне не хочется в это верить, но я стараюсь быть непредвзятым человеком и я эту версию тоже не исключаю. Я никакую не исключаю, ни чеченского следа, ни следа ФСБ, ни каких бы то ни было промежуточных вариантов, а они тоже могут быть. Опыт показывает, что это часто бывает. Я, вообще, не большой сторонник теории заговоров. А ведь версия Литвиненко и Фельштинского чистый заговор. Но что бы ни казалось тебе предпочтительным, я полагаю, что расследователь обязан держаться золотого правила научных работников, это сродни. Не должно быть более резкого и более придирчивого критика гипотезы, нежели автор этой гипотезы. Уж он-то владеет всеми деталями. И он должен стремиться убить свою гипотезу, уничтожить её. А если ему не удастся, он вздыхает с облегчением и говорит: Ну вот, теперь это не гипотеза, теперь это доказанная вещь, теперь это теория, по крайней мере. Такого стремления со стороны авторов книги просто не видно. Я не стану уж говорить о том, что в самой книге, по тем эпизодам, которые мне как участнику хорошо известны, невероятное количество фантазии. Например, Будённовск. Это чистый вымысел, и ни одной ссылки, заметьте. Так не пишутся серьёзные книги, претендующие на достоверность.
Олег Орлов, член правления общества «Мемориал», председатель Совета Правозащитного центра охарактеризовал своё отношение к книге как весьма критическое. Он указал на тенденциозный подбор версий и фактов и многочисленные неточности, что, по его мнению, «обесценивает практически эту книгу». Его вывод:

Дискуссия, которая очень важна вокруг этого вопроса, кто взрывал дома, участвовали ли спецслужбы во взрывах домов, когда эта дискуссия строится вокруг этой книги, к сожалению, это снижает уровень этой дискуссии.
Британский журнал «The Observer»:

Из-за отсутствия прозрачности в книге её трудно читать как что-то большее, чем просто теорию заговора.
Журналист Максим Соколов причисляет книгу к общему множеству конспирологических произведений, в которых для авторов «истинный злодей всегда известен — это государственная власть»:

«ФСБ взрывает дома», «ЦРУ взрывает башни-близнецы», «ФСБ взрывает метро», «ЦРУ взрывает Бостон» — такое впечатление, что сочиняет эти страшные разоблачения одна и та же группа товарищей, до такой степени сходна логика и система рассуждений. Только и есть та разница, что одни борются со всемогущим чекизмом, а другие с ещё более всемогущим жёлтым дьяволом — но пластинка одна и та же.
С резкой критикой книги на радиостанции «Эхо Москвы» выступила журналист Юлия Латынина:

К сожалению, секта сторонников того, что Путин взорвал дома, так же безумна и руководствуется такой же светской религией, как секта сторонников того, что, допустим, «укры» взорвали Боинг. <…> Сторонники теории заговора могут сказать, что всякое сгодится, лишь бы замазать им Путина и чем гуще, тем лучше. Путин не Россия: Путин уйдет, а Россия останется. Это нашу Россию взрывают, взрывают нас, а потом говорят, что мы взрывали себя сами.

## Возникновение версии, послужившей основой книге
В газете «Московский комсомолец» от 13 сентября 1999 года сообщается о подготовке спецслужбами аналитической записки по теракту в Москве на улице Гурьянова:
Согласно основной версии, непосредственно в подготовке теракта чеченские боевики не принимали участия. Судя по картине взрыва, бомбу закладывали специалисты, прошедшие подготовку в российских секретных ведомствах.
14 сентября 1999 года депутат Госдумы Константин Боровой на пресс-конференции заявил о причастности российских спецслужб ко взрывам жилых домов в Москве. Позднее Боровой утверждал, что обвинение было основано на данных, которые передали ему сотрудники ГРУ.
В её пользу также говорит то, что российское правительство обвинило во взрывах чеченских сепаратистов, однако доказательства их причастности так и не были предоставлены — в отличие от теракта в «Крокус Сити Холле», после которого в Сети стали вспоминать события осени 1999 года, никто не взял на себя ответственность. Чеченский боевик Шамиль Басаев позднее взял на себя ответственность за террористические акты в Москве в 2002 году и в Беслане в 2004 году, но отрицал причастность чеченцев к атакам на многоэтажки. ФСБ и генпрокуратура представили версию об ответственности за взрывы незаконной вооруженной группировки, руководимой ваххабитами, в том числе карачаевцем Эхимезом Гочияевым. В 2003—2004 годах взрывы в Москве были объединены с взрывом в Волгодонске. На закрытом суде осуждены двое из обвиняемых во взрыве в Волгодонске, но не имевшие отношения к московским взрывам. Вердикт указывал, что Гочияев был организатором двух взрывов в Москве. Расследование вызвало острую критику как в России, так и за рубежом.

## Экранизация
По книге французскими режиссёрами Жаном-Шарлем Деньо и Шарлем Газелем (фр. Charles Gazelle) был снят документальный фильм «Покушение на Россию».